# Ивашко, Руслан Викторович
Русла́н Ви́кторович Ива́шко (укр. Руслан Вікторович Івашко; род. 10 ноября 1986, Гвоздец, Ивано-Франковская область) — украинский футболист, нападающий.

## Биография
Руслан Ивашко родился в пгт Гвоздец Ивано-Франковской области. Вскоре после этого с родителями переехал в городок Новоселица Черновицкой области. Футболом начинал заниматься в ДЮСШ «Буковины». Первый тренер — Дмитрий Гордей. Выступая за черновицкий клуб в первенстве U-19, проявил себя в игре против «Таврии», после чего получил приглашение в Симферополь.
После завершения обучения в 2004 году подписал с «Таврией» контракт на 3,5 года, однако выступал исключительно за молодёжную команду и в аренде за «Химик» (Красноперекопск). За эту команду сыграл 20 игр во второй лиге, в которых забил 4 гола.
Летом 2007 года перешёл в «Ильичёвец», выступавший в первой лиге. Первый матч в составе «ильичей» сыграл 19 июля, отметившись сразу дублем в воротах клуба команды «Феникс-Ильичёвец». По итогам сезона помог мариупольцам занять первое место и вернуться в Премьер-лигу, однако сам Ивашко остался в первой лиге, перейдя в «Десну». После смены на тренерской должности Сергея Кучеренко на Александра Рябоконя, нападающий перестал попадать в состав.
В начале 2009 года подписал контракт с клубом «Феникс-Ильичёвец», в котором выступал до конца 2010 года, пока клуб не был расформирован. За это время сыграл за калининцев 50 матчей в первом дивизионе, в которых забил 7 голов.
В начале 2011 года на правах свободного агента подписал контракт с белоцерковским «Арсеналом», но уже летом того же года стал игроком ужгородского «Закарпатья». Не сумев закрепиться в составе команды Премьер-лиги, Ивашко большую часть контракта отработал в арендах. Сезон 2011/12 провёл в «Прикарпатье» и бурштынском «Энергетике», а весь следующий сезон вместе с одноклубником Владиславом Микуляком — в «Полтаве». В полтавской команде футболист в чемпионате 2012/13 годов сыграл 28 матчей, в которых забил 12 голов, став одним из лучших бомбардиров сезона. В этом же турнире 17 сентября 2012 года отличился хет-триком в ворота «Николаева». Летом 2013 года на правах аренды был отдан новичку первой лиги тернопольской «Ниве».
Зимой 2014 года после окончания контракта с «Говерлой» Ивашко на правах свободного агента перешёл в белорусский клуб «Торпедо-БелАЗ». В этой команде нападающий сыграл 15 матчей в высшем дивизионе соседней страны, но отличиться забитым голом сумел лишь однажды. После истечения контракта с «Торпедо», Ивашко планировал продолжить выступления в Белоруссии. Мог оказаться в «Граните» или «Витебске», однако до контракта дела не дошли.
Просидев месяц без работы, поехал в «Звезду», но и там не сложилось. Далее через своего знакомого Владимира Королькова, игравшего на тот момент за «Горняк-Спорт», связался с тренером комсомольцев Игорем Жабченко, и подписал соглашение с этой командой. 1 января 2016 года стало известно о переходе Руслана в харьковский «Гелиос». В июле 2017 года оставил харьковскую команду, проведя при этом 37 матчей во всех турнирах.
В том же месяце находился в составе родной «Буковины», однако через несколько недель подписал контракт с белорусским клуб «Ислочь». В составе «волков» по играл до завершения чемпионата сезона 2017, в котором сыграл 11 матчей отличился 3 голами. В начале марта 2018 года подписал контракт с украинским перволиговым клубом «Волынь», за который выступал до завершения 2017/18 сезона.
С начала 2019 года выступал за один из сильнейших любительских клубов чемпионата Черновицкой области: «Волока», а с мая того же года играл за представителя Хмельницкого областного чемпионата: «Эпицентр» (Дунаевцы). С сезона 2020/21 вместе с командой выступал уже на профессиональном уровне, где являлся капитаном и одним из лидеров атакующей линии. Во второй половине 2022 года завершил профессиональную карьеру в Украине.

## Достижения
Профессиональный уровень 
- Победитель Первой лиги Украины: 2007/08

 Любительский уровень 
- Вице-чемпион Украины: 2019/20

## Статистика
| Турниры                | Матчи | Количество забитых мячей |
| ---------------------- | ----- | ------------------------ |
| Высшая лига Белоруссии | 26    | 4                        |
| Первая лига Украины    | 192   | 41                       |
| Кубок Белоруссии       | 1     | 0                        |
| Кубок Украины          | 19    | 3                        |
| Вторая лига Украины    | 76    | 29                       |
| Всего за карьеру       | 314   | 77                       |